# Broin
Broin é uma comuna francesa na região administrativa da Borgonha-Franco-Condado, no departamento de Côte-d'Or. Estende-se por uma área de 14,14 km². Em 2010 a comuna tinha 432 habitantes (densidade: 30,6 hab./km²).